# اچ‌ام‌سی‌اس اسکینا (دی۵۹)
اچ‌ام‌سی‌اس اسکینا (دی۵۹) (به انگلیسی: HMCS Skeena (D59)) یک کشتی است که طول آن ۳۲۱ فوت ۳ اینچ (۹۷٫۹۲ متر) می‌باشد. این کشتی در سال ۱۹۳۰ ساخته شد.